# Khdrants
Khdrants (en arménien Խդրանց ; anciennement Sirkatas) est une communauté rurale du marz de Syunik en Arménie. En 2008, elle compte 58 habitants.